# Yerliane Moreno
Yerliane Glamar Moreno Hernández (Guasdualito, Apure, Venezuela, 13 de octubre de 2000) es una futbolista venezolana. Juega de delantera o centrocampista, y su equipo actual es el Granadilla Tenerife de la Primera División Femenina de España. Es internacional absoluta por la selección de Venezuela desde 2018.

## Selección nacional
Moreno formó parte de los planteles juveniles de Venezuela que disputaron el Campeonato Sudamericano Femenino Sub-17 de 2016 y la Copa Mundial Femenina de Fútbol Sub-17 de 2016.
A nivel adulto, jugó en los Juegos Centroamericanos y del Caribe de 2018.

## Clubes
| Club                | País      | Año           |
| ------------------- | --------- | ------------- |
| Zamora FC           | Venezuela | 2016-2017     |
| Deportivo Táchira   | Venezuela | 2018          |
| Flor de Patria      | Venezuela | 2019          |
| Cúcuta Deportivo    | Colombia  | 2019          |
| Granadilla Tenerife | España    | 2020-presente |